# Kudrany (gmina)
Kudrany – dawna gmina wiejska istniejąca na przełomie XIX i XX wieku w guberni suwalskiej. Siedzibą władz gminy były Kudrany (między Lejpunami a Mereczem), a następnie Bordziuny.
Za Królestwa Polskiego gmina należała do powiatu sejneńskiego w guberni suwalskiej.
Po odzyskaniu niepodległości przez Polskę i Litwę powiat sejneński został przedzielony granicą, w związku z czym obszar gminy Kudrany znalazł się w państwie litewskim.